# Junge Ulmer Bühne
Die Junge Ulmer Bühne (kurz: JUB) ist ein Theater für Kinder und Jugendliche in der Stadt Ulm, das jährlich ca. 30.000 Zuschauer erreicht. Das Theater wurde 2017 gegründet, ist als gGmbH organisiert und wird von der Stadt Ulm und vom Land Baden-Württemberg institutionell gefördert.
Spielorte der JUB sind das Alte Theater Ulm, das KUH 16 (Teil der Bundesfestung Ulm am Unteren Kuhberg) und jährlich die Geschichtenjurte auf dem Ulmer Weihnachtsmarkt.

## Geschichte
Die Junge Ulmer Bühne ist eine Weiterentwicklung der beiden Ulmer Kultureinrichtungen Theater an der Donau und Junges Akademietheater, die 2017 fusionierten. Intendant ist Sven Wisser, der zuvor das Theater an der Donau leitete. Im Jahr 2024 besteht die künstlerische Leitung aus Sven Wisser, Sina Baajour und Marek S. Bednarsky.
2020 initiierte und betreute die JUB anlässlich der Einschränkungen des Spielbetriebs in Folge der COVID-19-Pandemie eine Streamingplattform für Theaterfilme der baden-württembergischen Kinder- und Jugendtheater.

## Spielbetrieb
Das professionelle Ensemble besteht aus 5 Schauspielerinnen. Im Jahr 2025 sind zwölf Personen fest am Haus angestellt, die ggf. mit freien Mitarbeitern ergänzt werden. Der Spielplan umfasst bekannte Stücke für ein junges Publikum sowie Ur- und Wiederaufführungen zeitgenössischer Werke.
Neben dem Spielbetrieb auf den Bühnen bildet der Bereich der Theaterpädagogik den zweiten inhaltlichen Schwerpunkt der Arbeit des Hauses.